# 竹園道

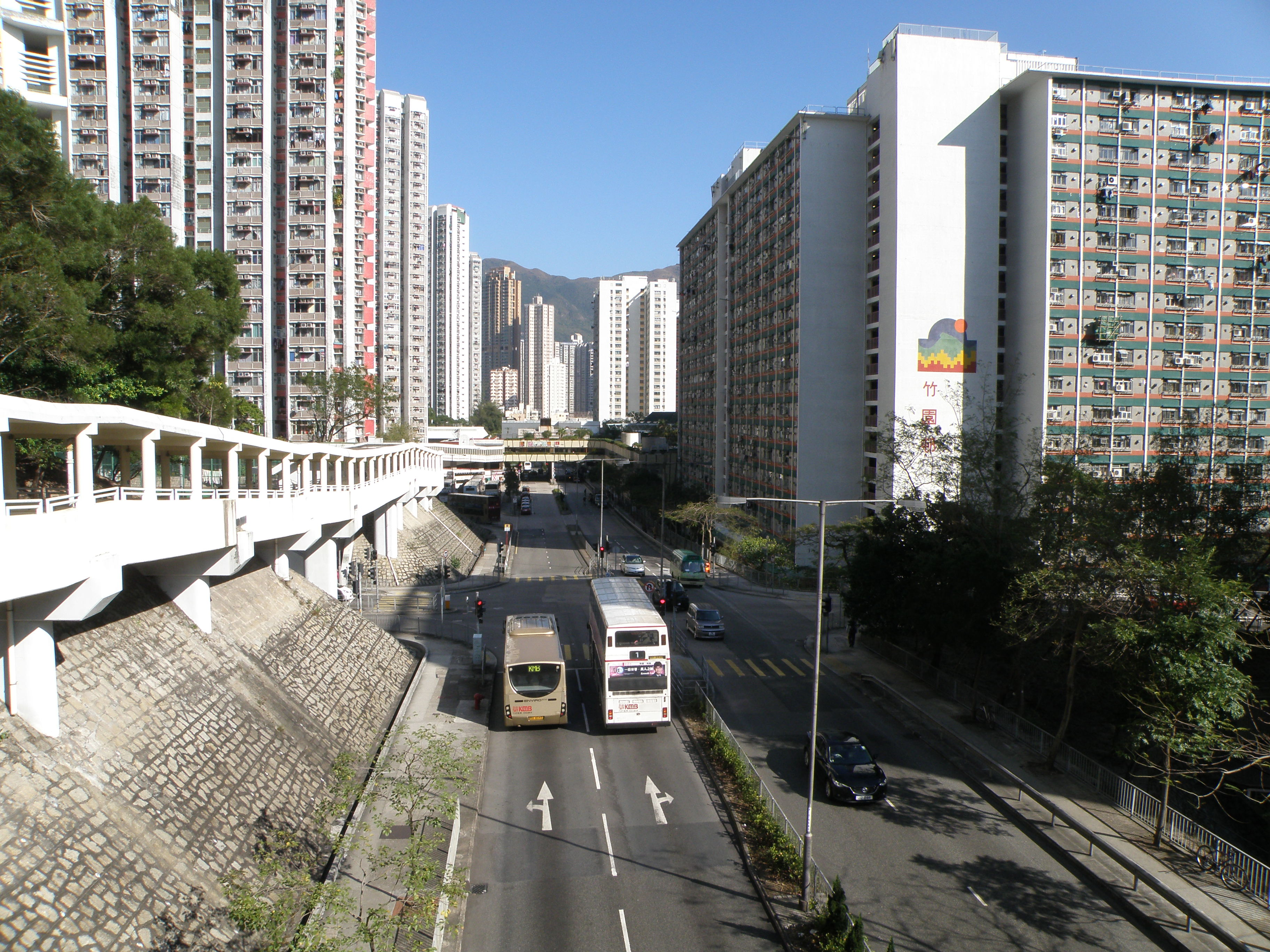
俯瞰竹園道東段

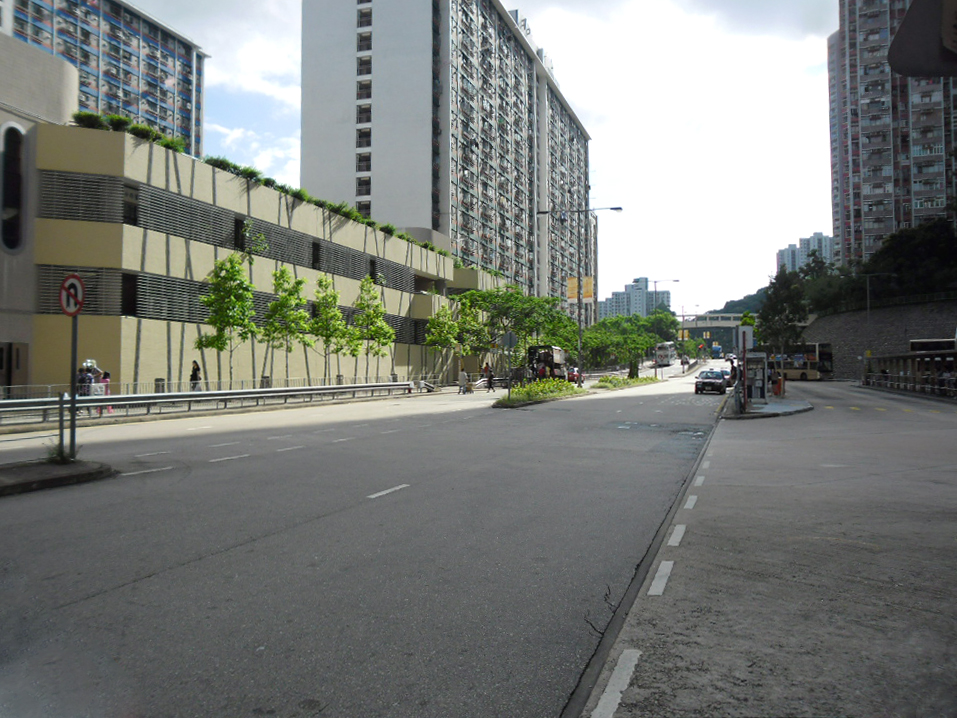
竹園道東段

竹園道（英語：Chuk Yuen Road）是黃大仙區及九龍城區的一條道路，沿路有多個公共屋邨及居屋，亦設有竹園邨巴士總站，及有數條巴士路線經過。但巴士路線不會途經竹園道跨越龍翔道天橋的路段，該路段只由小巴途經。

## 屋邨
- 竹園南邨
- 竹園北邨
- 鵬程苑
- 翠竹花園
- 天宏苑
- 天馬苑

## 交匯道路
- 廣播道
- 聯合道
- 富美街
- 龍翔道
- 獅子山道
- 金竹里
- 馬仔坑道
- 穎竹街
- 彩竹街
- 雅竹街
- 沙田坳道

## 交通
- 竹園邨巴士總站